# Talentholdet
Talentholdet er et 2-årig elevlønnet udviklingsforløb, som tilbydes hos Danmarks Radio (DR). Formålet med at forløbet er at udvikle det særlige potentiale en person har med blik på en fremtid i mediebranchen. Der optages fire personer om året, som bliver en del af DRs produktioner i  enten DR Byen på Amager eller i DRs afdeling i Aarhus. Forløbet ledes af Signe Muusmann Gerdes og Christian Frederiksen.

## Alumner
Tidligere personer fra Talentholdet tæller:
- Helin Erdem
- Nina Rask
- Mikael Bertelsen
- Maria Fantino
- Frederik Cilius
- Simon Jul
- Iben Maria Zeuthen
- Mads Brügger
- Anna Lin
- Lasse Dein
- Adam Duvå Hall
- Paprika Steen
- Andrea Elisabeth Rudolph
- Signe Muusmann
- Kristian Leth
- Helle Helle
- Camilla Boraghi
- Mathias Helt
- Julie Rudbæk
- Rune Hedeman
- Jacob Hinchely
- Jacob Weil
- Stine Rosenfeldt
- Søren Hviid Melsen
- Mathias Helt
- Steen Langeberg